# استراتيجية الجزر الثلاث في الخليج العربي

صورة من الجو لجزيرة طنب الكبرى الإماراتية والتي تتبع امارة رأس الخيمة ـ أخذت من الطائرة أثناء عبورها فوق الجزيرة

استراتيجية الجزر الثلاث بالخليج العربي يحتل الخليج العربي في موقعه الجغرافي موقعا حساسا بين مجموعة من الدول والاقوام حيث تطل عليه إيران من جهة الشرق والاقطارالعربية من الشمال ومن الغرب دول الخليج العربي ويعتبر بحر العرب و
خليج عمان مكملان للخليج العربي في الاهمية واستراتيجية الموقع
ورغم وقوع عدد من من الموانئ الكبيرة والمدن التجارية على شواطئ الخليج إلا أن الجزر القائمة فيه وخاصة قبالة مدخله (جزيرتي: ( طنب الكبرى وطنب الصغرى وجزيرة أبو موسى ) تتمتع بمميزات إستراتيجية مهمة مما جعل التركيز 
على احتوائها والسيطرة عليها هدفا سعت اليه قوى عديدة في طليعتها إيران.

فالجزر الثلاث في موقعها وأهميتها أشبه بالصمام الذي يشرف على الشريان المائي والملاحي الذي يمثله الخليج العربي المرتبط بـبحر العرب والمحيط الهندي من جهة الشرق والبحر الأحمر من جهة الغرب
وتتبع الاهمية الكبرى للخليج ومن ضمنه الجزر الثلاث كونه يتحكم بتصدير البترول من مناطق إنتاجه في الدول المطله عليه إلى الدول المستوردة في أوروبا والولايات المتحدة الأمريكية واليابان لقد انعكست الاهمية الاقتصادية للخليج العربي على الاستراتيجية العسكرية للدول ذات المصالح البترولية والتجارية في المنطقة مما حرك أساطيل هذه الدول وسعى بها لاقامة قواعد عسكرة في المحيط الهندي.
وفي مواقع أخرى ذات صلة بالخليج العربي ومن تلك الدول إيران الشاهنشاهية التي عبر الشاه محمد رضا بهلوي عن مخططها السياسي والعسكري تجاه المنطقة بقوله في خطاب له في طهران في شهر نوفمبر من عام 1972 أن الخطوط الدفاعية للبحرية الإيرانية تتجاوز نطاق (الخليج العربي) وخليج عدن وتمتد إلى المحيط الهندي وان القوات البحرية الإيرانية يجب أن تزداد عدة مرات خلال السنوات القادمة لتحقيق إستراتيجية بعيدة المدى.
ويستخلص مما تقدم أن المنطقة لم تكن كما يقول البعض انها مجرد جزر صخرية ليس لها أهمية فالحقيقة الثابتة أن منطقة الخليج العربي والجزر الثلاث في مدخلها ذات أهمية إستراتيجية عسكرية وسياسية
واقتصادية كبيرة ورغم أن الحكم في إيران قد تبدل وأن المنهجية السياسية الإيرانية قد اختلفت في الحكم الجديد عن سابقاتها إلا أن الاستراتيجية الايرانيه تجاه الخليج لم تختلف في جوهرها.
وبقية على حالها ومن ذلك استمرار الاحتلال الإيراني للجزر الثلاث حتى الآن. رغم كل محولات التفاهم والتطمينات التي بذلتها الإمارات العربية المتحدة المتحدة للقيادة الإيرانية بشكل علني ومباشر.
وقد اثبتت الأحداث التي مرت بالمنطقة منذ السبعينات تزايد ألاهمية الاستراتيجية لمنطقة الخليج العربي وكذلك أظهرت هذه ألاحداث حرص الدول الكبرى والدول الصناعية على وجه الخصوص بتوطيد علاقاتها بمنطقة الخليج العربي والعمل بكل السبل المتاحة للحفاظ على مصالحها فيها.

## الوضع الجغرافي للجزر
وصفت وكالة الصحافة الفرنسية  الأهمية الاستراتيجية للجزر العربية الثلاث في تقرير لها أذاعته عشية احتلال إيران للجزر يوم 30/11/1971 بأنها تقع في منطقة إستراتيجية فريدة نظرا لاشرافها على سواحل إيران والعراق والسعودية وقالت ان موقع هذه الجزر يفوق في أهميته موقع جزيرة هرمز التي تطل على ساحل المضيق. وأن الجزر الثلاث لا تقل في أهميتها الاستراتيجية عن مدينة طنجة 
و جبل طارق في مدخل البحر الأبيض المتوسط وعن عدن في مدخل البحر الأحمر. وأنها في هذه المكانة تقف مشرفة على حركة المرور في الخليج وتتحكم فيها أيضا.
وقد اثبتت الأحداث التي مرت بالمنطقة منذ السبعينات تزايد ألاهمية الاستراتيجية لمنطقة الخليج العربي وكذلك أظهرت هذه ألاحداث حرص الدول الكبرى والدول الصناعية على وجه الخصوص بتوطيد علاقاتها بمنطقة الخليج العربي والعمل بكل السبل المتاحة للحفاظ على مصالحها فيها.
ان موقع هذه الجزر يفوق في أهميته موقع جزيرة هرمز التي تطل على ساحل المضيق. وأن الجزر الثلاث لا تقل في أهميتها الاستراتيجية عن مدينة طنجة وجبل طارق في مدخل
البحر الأبيض المتوسط وعن عدن في مدخل البحر الأحمر. وأنها في هذه المكانة تقف مشرفة على حركة المرور في الخليج وتتحكم فيها أيضا.
وتذكر دراسة لخبراء الاقتصاد والسياسة في مركز الدراسات الاستراتيجية الدولية في جامعة جورج تاون الأمريكية أن 86%من صادرات نفط الشرق الأوسط تمر من
مضيق هرمز بشواطئ الجزر الثلاث. وأن هذه النسبة تشكل نصف الطاقة التي تعتمد عليها صناعة العالم واقتصاده وحياته اليومية.